# Савјет за безбједност Републике Српске
Савјет за безбједност Републике Српске је био савјетодавно тијело предсједника Републике за усмјеравање рада државних органа у области одбране и спровођења унутрашње и спољне политике од интереса за безбједност Републике Српске.

## Састав
Основан је 1994. године на основу Одлуке о оснивању Савета за безбедност Републике коју је донио предсједник Републике Српске др Радован Караџић. Исте године је Народна скупштина Републике Српске донијела Закон о Савету за безбедност Републике Српске.
Према Одлуци, Савјет за безбједност се састојао од предсједника и десет чланова. Предсједник Републике је по функцији био и предсједник Савјета. Чланови Савјета, по функцији, били су: предсједник Народне скупштине, предсједник Владе, командант Главног штаба Војске Републике Српске, министар одбране, министар унутрашњих послова, министар иностраних послова, руководилац Службе државне безбједности, руководилац Службе јавне безбједности, помоћник команданта војске за обавјештајно-безбједносне послове и савјетник предсједника Републике за безбједност.
Према Закону, Савјет за безбједност се састојао од предсједника и осам чланова. Предсједник Републике је по функцији био и предсједник Савјета. Чланови Савјета, по функцији, били су: потпредсједници Републике, предсједник Народне скупштине, предсједник Владе, министар одбране, министар унутрашњих послова, министар иностраних послова и савјетник предсједника Републике за безбједност (којег је именовао предсједник Републике).

## Дјелокруг
Савјет за безбједност, у оквиру смјерница и закључака Народне скупштине у области одбране и унутрашње и спољне политике:
- разматрао је актуелна питања и давао мишљења и предлоге предсједнику Републике о задацима од интереса за безбједност Републике;
- предлагао је мјере за усмјеравање рада Ресора државне безбједости, Ресора јавне безбједности, Службе војне безбједности и Службе безбједности Министарства иностраних послова и прелагао је њихове заједничке задатке са становишта интереса и потреба безбједности и одбране Републике, као и њихову јединствену програмску оријентацију у извршавању заједничких задатака;
- предлагао је основне заједничке безбједносне процјене;
- предлагао је мјере и активности у извршавању утврђених задатака;
- предлагао је ставове о спровођењу унутрашње и спољне политике од интереса за безбједност Републике и старао се о јединственом поступању и акционој повезаности служби безбједности;
- обављао је и друге послове од интереса за безбједност и одбрану Републике, које му је повјеравао предсједник Републике.